# Frank Vincent
Frank Vincent, właśc. Frank Vincent Gattuso (ur. 15 kwietnia 1937 (są rozbieżności, inne źródła podają 4 sierpnia 1939) w North Adams, zm. 13 września 2017 w New Jersey) – amerykański aktor, muzyk, autor i przedsiębiorca. Był ulubionym artystą Martina Scorsese, u którego grał drugoplanowe role w takich jego filmach, jak Wściekły Byk (1980), Chłopcy z ferajny (1990) i Kasyno (1995). Aktor również udzielał swojego głosu Salvatore’owi Leone w grach serii Grand Theft Auto. Występował też w roli Phila Leotardo, szefa nowojorskiej rodziny przestępczej Lupertazzi, w serialu Rodzina Soprano.

## Dzieciństwo i młodość
Ma włoskie pochodzenie. Urodził się w North Adams, a wychował w Jersey City. Jego ojciec, Frank Vincent Gattuso Senior, był jednym z sześciorga dzieci: Lucy/Lucilli (Lucia), Phillipa (Filippo), Tony’ego (Antonio), Franka, Jamesa (Jimmy) i Cecilii (Ceil). Wszyscy chłopcy urodzili się w North Adams, a dziewczynki w Nowym Jorku w rodzinie włoskich imigrantów Nicola Gattuso i Franceski Di Peri. Frank Vincent Gattuso Senior w czasach młodości swojego syna był ślusarzem, lecz w późniejszym życiu został biznesmenem. Vincent miał dwóch braci: Nicka i Jimmy’ego oraz siostrę przyrodnią Fran Fernandez. Był sycylijskiego (od strony ojca) i neapolitańskiego (od strony matki) pochodzenia.

## Kariera
Jako utalentowany pianista, trębacz i perkusista Vincent pierwotnie aspirował do kariery w muzyce, lecz zwrócił się w kierunku aktorstwa w 1976 roku, gdy występował w niskobudżetowym filmie gangsterskim The Death Collector razem z Joem Pescim, gdzie zostali zauważeni przez Roberta De Niro. De Niro poinformował Martina Scorsese o obydwu Vincencie i Pescim; Scorsese był pod wrażeniem jego umiejętności i zaoferował mu główną rolę drugoplanową w filmie Wściekły Byk (1980), w którym znów spotkał się z Pescim. Duet zaprezentował się w kilku innych filmach. Vincent miał pomniejsze role w dwóch filmach Spike’a Lee – kolejno w 1989, jak i 1991 roku: Rób, co należy i Malaria.
Vincent często występował w roli gangsterów. Pojawił się w Chłopcy z ferajny Scorsese, gdzie grał Billy’ego Battsa, mianowanego nowojorskiej rodziny Gambino. Grał również kluczową rolę w filmie Scorsese Casino z 1995 roku jako Frank Marino (postać oparta na prawdziwym gangsterze Franku Cullotcie), wspólnik postaci granej przez Pesciego.
W 1996 Vincent pojawił się w teledysku rapera Nasa do piosenki „Street Dreams” jako Frankie Marino z filmu Kasyno. W filmie zrealizowanym na potrzeby telewizji Gotti Vincent grał Roberta DiBernardo, współpracownika mafijnego bossa Johna Gottiego, na którego życiu oparty był film. W serialu HBO Rodzina Soprano miał najważniejszą dotąd rolę jako Phil Leotardo, bezkompromisowy nowojorski gangster, późniejszy szef fikcyjnej rodziny Lupertazzi i antagonista serii w ostatnim sezonie. W 1999 Vincent wygrał nagrodę włosko-amerykańskiego komika roku. Jeden z jego pomniejszych występów odnotować można było w brytyjskiej reklamie Peugeota. W 2001 roku podkładał głos pod Salvatore’a Leone w kontrowersyjnej grze komputerowej Grand Theft Auto III. Później powtórzył tę rolę w kolejnej odsłonie Grand Theft Auto: San Andreas (2004) i Grand Theft Auto: Liberty City Stories (2005). Dostał także główną rolę w filmie o napadzie This Thing of Ours w 2003 roku. Innym godnym uwagi występem było pojawienie się w filmie Remedy z 2003 roku. Na początku 2005 roku Frank Vincent pojawił się w serii reklam realizowanych na potrzeby irlandzkiej telewizji dotyczących funduszu irlandzkiego banku Permanent TSB.
W 2006 roku wydał swoją pierwszą książkę „A Guy’s Guide to Being a Man’s Man”, która otrzymała pozytywne recenzje. Wypuścił również serię ręcznie zwijanych cygar z jego dobrze uwidocznionym wizerunkiem na banderoli. Latem 2008 roku zagrał porucznika Marino w niezależnej produkcji The Tested wyreżyserowanej przez Russella Constanzo. W 2009 roku miał pomniejszy występ razem ze znanym z Rodziny Soprano aktorem Steve’em Schirripą w odcinku Stargate Atlantis „Vegas”. Zagrał też w 2010 roku rolę protaginsty filmu Chicago Overcoat.
W 2017 roku zmarł w wyniku komplikacji podczas operacji na otwartym sercu.